# Trnovski most
Trnovski most je most čez reko Gradaščico, ki povezuje ljubljanska mestna predela Krakovo in Trnovo. Postavljen je pred vhodnim pročeljem v Trnovsko cerkev. Današnji most je bil zgrajen med letoma 1929 in 1932 po načrtih Jožeta Plečnika in je osrednja arhitektova izhodiščna točka preureditve obrežij Gradaščice in simbolni začetek njegove osi v smeri Kongresnega trga. 
Most je dolg 20 metrov, ob straneh obložen s podpeškim apnencem, na koncih mostnic pa so postavljene štiri nizke piramide. Sredino vzhodne mostnice krasi vitka piramida s svetilko, njej nasproti je nameščen kip sv. Janeza Krstnika, delo kiparja Nikolaja Pirnata. Kip in most je blagoslovil župnik Fran Saleški Finžgar na kresno nedeljo leta 1932. Most ima svojo osnovno funkcijo in je ob tem tudi podaljšek trga pred cerkvijo. Piramide, ki ga krasijo, spominjajo na konice zvonika cerkve. Brezov dvovrstni drevored, ki je na mostu zasajen, predstavlja urbanistično posebnost glede na ostale mostove v evropskem in svetovnem merilu. Trnovski most je z obeh strani obložen z grobo obdelanimi kamnitimi kladami. Na krakovski strani je v njegovo pročelje vdelana kamnita plošča z napisom Krakovo, na trnovski strani Trnovo.
Trnovski most je bil 28. julija 2021 dodan na seznam Unescove svetovne dediščine v okviru vpisa Dela Jožeta Plečnika v Ljubljani – urbano oblikovanje po meri človeka.

## Zgodovina
Med starejše omembe predhodnega mostu sodi Valvasorjev opis (XI 667). Emonska cesta je bila v povezavi s trnovskim mostom edina kopna zveza Trnovega in Krakovega z obzidanim notranjim mestom. (Ob obrežju Ljubljanice ju je od mesta ločil Zoisov graben). Predhodniki sedanjega mostu so bili leseni in ozki, do leta 1875 opremljeni ob zahodni ograji s kapelico. Zadnji leseni most se je 3. maja 1875 zaradi trhlosti udrl. Ko se je zgodila nesreča, je izvošček podrl mostnico in padel s konjem in gospo, ki jo je vozil, v reko. Nato je mesto postavilo nov most, ki je bil oprt na kamnite podstavke. Ta je stal le malo časa, ker je bil leta 1932 postavljen železobetonski, ki stoji še danes.
Ob zahodni strani mostu je bilo do regulacije Gradaščice konjsko kopališče. Iz mesta so zlasti ob nedeljah zjutraj prignali konje, jih prevajali po vodi in snažili. Kmetje, ki so vozili lahke vozove na poti po mrvo in otavo navadno niso vozili čez most, temveč so krenili z živino in vozmi v Gradaščico, da so se konji napojili in ohladili. Z obeh bregov sta namreč držali do vode strmi ulici, ki sta danes zasuti. Na prostoru bivše ulice pred trnovskim župniščem je bil po Plečnikovih načrtih urejen majhen park. Danes so v njem doprsni kipi štirih slovenskih impresionističnih slikarjev (Grohar, Jama, Jakopič, Sternen). Portrete je oblikoval kipar Drago Tršar.

## V popularni kulturi
Trnovski most je eno od prizorišč v filmu Kratki stiki (2006) režiserja Janeza Lapajneta v produkciji Triglav filma. V prizorih, ki so bili na tej lokaciji posneti jeseni 2005, nastopata Tjaša Železnik kot brezdomka Olga (ena od igralkinih treh vlog v omenjenem filmu), ki prebiva pod Trnovskim mostom, in Grega Zorc kot Bojan, šofer mestnega avtobusa. Slednji v enem od teh prizorov vidi Borisa Cavazzo v vlogi Mitjevega očeta, ko prihaja iz trnovske cerkve.